# Sphecozone labiata
Sphecozone labiata là một loài nhện trong họ Linyphiidae.
Loài này thuộc chi Sphecozone. Sphecozone labiata được Eugen von Keyserling miêu tả năm 1886.